# Уэбстер, Ной
Но́й Уэ́бстер (или Но́й Вебстер, англ. Noah Webster, 16 октября 1758 — 28 мая 1843) — американский лексикограф, языковед, составитель «Американского словаря английского языка».

## Биография
Родился в 1758 году в Уэст-Хартфорде, штат Коннектикут, в семье фермера. В 1778 году он окончил Йельский университет, после чего работал школьным учителем. Будучи преподавателем, он часто сталкивался с недостатками американской системы образования. Особое беспокойство вызывало у него состояние английского языка, испытывавшего на себе влияние диалектов, а также искажённого британской аристократией, внёсшей в него собственные стандарты.
Уэбстер задался целью введения единых стандартов американского варианта английского языка. В период с 1783 по 1785 год он издал свой трёхтомный труд A Grammatical Institute of the English Language, известный также как «Синий словарь» (англ. Blue-Backed Speller). Американцы обучались по нему более века, а количество проданных копий словаря превысило 70 миллионов.
В 1828 году вышел в свет «Американский словарь английского языка» (англ. An American Dictionary of the English Language), над которым Уэбстер работал более 20 лет. Издание зафиксировало множество стандартов американского английского языка и включало в себя около 70 тысяч словарных статей. В 1843 году, после смерти Уэбстера, права на издание словаря приобрели братья Мерриам. С тех пор словарь стал выпускаться основанной ими компанией Мерриам—Уэбстер (англ. Merriam—Webster) и претерпел два переиздания — в 1934 и 1961 годах.
Ной Уэбстер также принимал участие в основании Амхерстского колледжа и является автором собственного варианта перевода Библии.

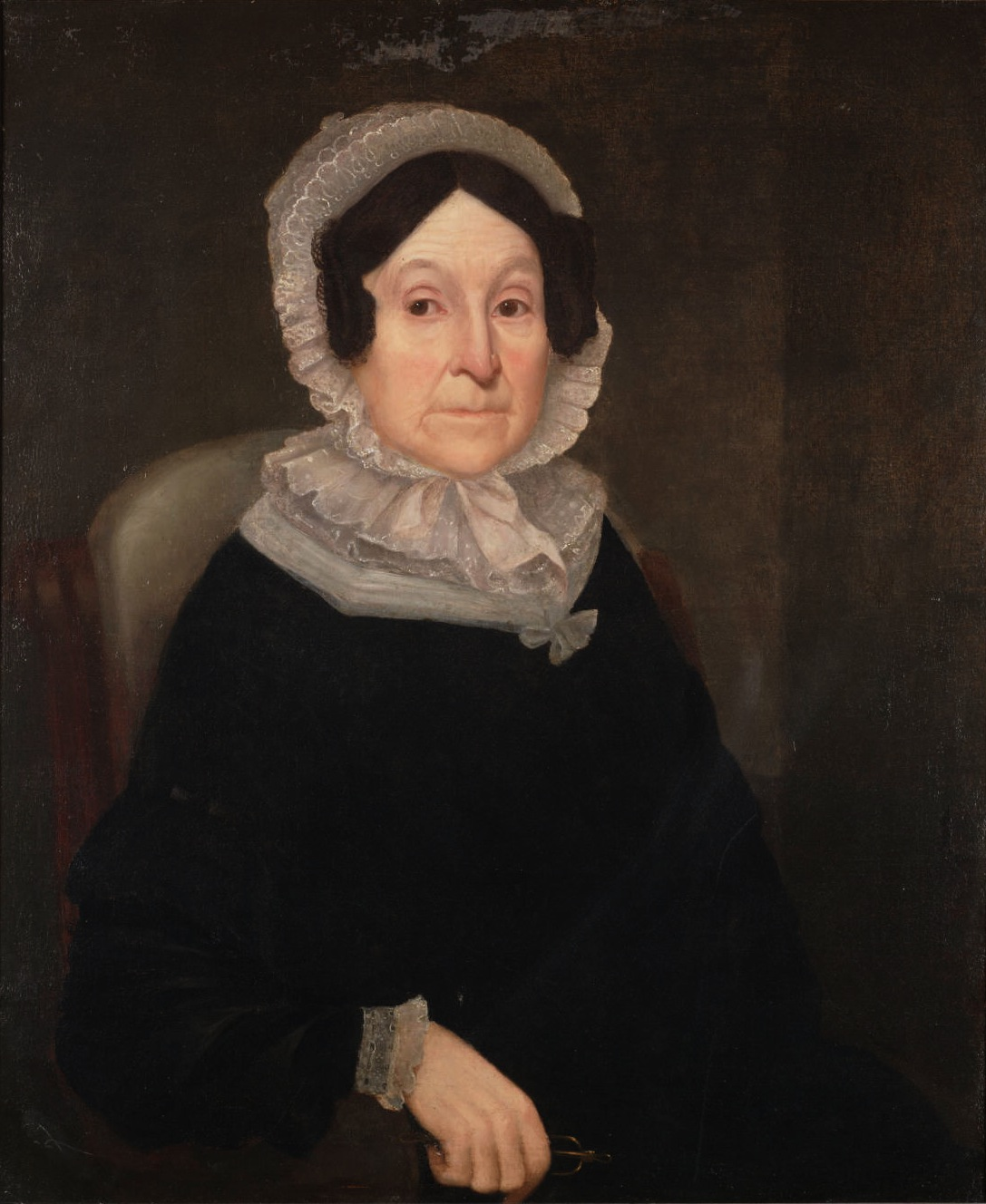
Ребекка Г. Уэбстер. Жена Н. Уэбстера